# Franzisca Hauke
Pour les articles homonymes, voir Hauke.
Franzisca Hauke est une joueuse allemande de hockey sur gazon née le 10 septembre 1989 à Hambourg. Elle a remporté avec l'équipe d'Allemagne la médaille de bronze du tournoi féminin aux Jeux olympiques d'été de 2016 à Rio de Janeiro.
Elle est la sœur de Tobias Hauke.